# 원봉 (후한)
원봉(袁逢, ? ~ 187년 이전)은 후한 말기의 관료로, 자는 주양(周陽)이며 여남군 여양현(汝陽縣) 사람이다.

## 생애
태위 · 사도 · 사공을 역임한 원탕(袁湯)의 아들이다. 본래 형 원성이 원탕의 뒤를 이을 예정이었으나, 원성이 일찍 죽었기 때문에 원봉이 원탕의 작위인 안국정후(安國亭侯)를 물려받았다.
영제 때에는 삼공(三公)에 이르기 전에 삼로(三老)가 되었으며, 사공을 역임한 후 집금오를 지내다가 죽었다. 사후 거기장군의 인수(印綬)가 추증되었으며, 시호를 문선(文宣)이라 하였고 작위는 원기가 이었다.

## 원봉의 친족관계

### 관련 인물
원기　원담　원매　원상　원성　원소　원술

원안　원외　원요　원유　원윤　원평　원희
| 전임 (불명) | 후한의 태복 (건녕 연간) | 후임 (불명) |

| 전임 내염 | 제57대 후한의 사공 178년 음력 10월 ~ 179년 음력 3월 | 후임 장제 |

| 전임 (사실상) 송풍 | 후한의 집금오 ? ~ ? | 후임 (사실상) 정원 |